# Козинский сельсовет (Новосибирская область)
Козинский сельсовет — сельское поселение в Усть-Таркском районе Новосибирской области Российской Федерации.
Административный центр — село Козино.

## История
Статус и границы сельского поселения установлены Законом Новосибирской области от 2 июня 2004 года № 200-ОЗ «О статусе и границах муниципальных образований Новосибирской области»

## Население
| 2002 | 2010 | 2012 | 2013 | 2014 | 2015 | 2016 |
| ---- | ---- | ---- | ---- | ---- | ---- | ---- |
| 1140 | ↘940 | ↘927 | ↘904 | ↘865 | ↘840 | ↘815 |
| 2017 | 2018 | 2019 | 2020 | 2021 |      |      |
| ↘807 | ↘783 | ↘758 | ↘730 | ↘695 |      |      |

## Состав сельского поселения
| № | Населённый пункт | Тип населённого пункта       | Население |
| - | ---------------- | ---------------------------- | --------- |
| 1 | Зелёная Роща     | деревня                      | ↘150      |
| 2 | Козино           | село, административный центр | ↘643      |
| 3 | Тарка            | село                         | ↘147      |